# Sân bay Langenhagen-Hannover
Sân bay Hannover (IATA: HAJ, ICAO: EDDV) là một sân bay Đức. Sân bay này phục vụ cho thành phố Hanover. Sân bay có 3 đường băng. Sân bay tọa lạc ở Langenhagen, 11 km về phía bắc thành phố Hannover, thủ phủ bang Niedersachsen. Đây là sân bay lớn thứ 9 ở Đức.

## Lịch sử
Sân bay Hannover được khai trương năm 1952, thay cho sân bay cũ nằm trong nội thành Hannover. Năm 1973, hai nhà ga hiện đại được khai trương nổi tiếng với thiết kế, trở thành kiểu mẫu kiến trúc cho sân bay quốc tế Sheremetyevo ở Moskva. Hai nhà ga A và B này có chỗ đỗ cho 12 máy bay hiện vẫn đang hoạt động. Năm 1998, nhà ga C lớn hơn được khai trương và phục vụ phần lớn khách tại sân bay này, bổ sung thêm 8 cổng nữa. Các nhà ga của sân bay này có thể phục vụ đồng thới 33 chiếc máy bay, trong đó có 20 chiếc đồng thời sử dụng ống lồng nối nhà ga với máy bay. Các nhà ga có thể phục vụ máy bay lớn như Boeing 747. Nhà ga D là một hangar được xây lại và chỉ được sử dụng độc quyền bởi Royal Air Force cung ứng cho quân Anh ở phía bắc Đức.
Năm 2000, một kết nối S-Bahn được thiết lập giữa sân bay này và Hamelin thông qua Nhà ga trung tâm Hannover. Cứ mỗi 30 phút có một chuyến tàu với thời gian mất 17 phút cho mỗi lượt chuyến.